# SD Gundam Gaiden: Knight Gundam Monogatari 3 - Densetsu no Kishi Dan
SD Gundam Gaiden: Knight Gundam Monogatari 3 - Densetsu no Kishi Dan (SDガンダム外伝 ナイトガンダム物語3 伝説の騎士団) est un jeu vidéo de rôle développé et édité par Bandai en octobre 1992 sur NES. C'est une adaptation en jeu vidéo de la série basée sur l'anime Mobile Suit Gundam et notamment Super Deformed Gundam. Il est notamment basé sur l'univers de SD Gundam Gaiden Sieg Zion Hen et c'est le quatrième opus d'une série composée de cinq jeux vidéo de rôle.

## Série
1. SD Gundam Gaiden: Knight Gundam Monogatari : 1990, Nintendo Entertainment System
2. SD Gundam Gaiden: Knight Gundam Monogatari - Ooinaru Isan : 1991, Super Nintendo
3. SD Gundam Gaiden: Knight Gundam Monogatari 2 - Hikari no Kishi : 1992, Nintendo Entertainment System
4. SD Gundam Gaiden: Knight Gundam Monogatari 3 - Densetsu no Kishi Dan
5. SD Gundam Gaiden 2: Entaku no Kishi : 1992, Super Nintendo